# 中国旅游报
《中国旅游报》是中国大陆旅游行业唯一的全国性报纸，由中国旅游报社编辑出版并受中华人民共和国文化和旅游部主管。报纸于1979年4月1日创办，每周一到周五出版。2018年，报纸入选2017年全国百强报纸推荐名单。